# Stamnodes rubrosuffusa
Stamnodes rubrosuffusa là một loài bướm đêm trong họ Geometridae.